# Valve Hammer Editor
Valve Hammer Editor, voorheen Worldcraft en tegenwoordig Hammer genoemd, is een leveleditor van Valve Software voor de Source engine. Vanaf versie 4 werd de Source engine ondersteund, de eerdere versies waren alleen voor GoldSrc, de voorganger van de Source engine. De huidige versie ondersteunt beide engines. Het programma maakt deel uit van de Source SDK.

## Geschiedenis

### 3.x
Hammer editor stond eerst bekend onder de naam Worldcraft.

### 4.x
Nu staat het bekend onder de naam Valve Hammer editor en is onderdeel van Source SDK.

## Ondersteuning
- Hammer editor wordt ondersteund door Steam (softwareplatform)

## Functies
Hammer is ontworpen om levels te maken voor verschillende Source-computerspellen. Alle source spellen van valve zijn ondersteund, mits men over een licentie voor de spellen in kwestie beschikt.